# Румънско съкровище
Румънското съкровище е колекция от ценни предмети и златният резерв (~ 120 тона злато) на румънското правителство в Кралство Румъния, които са изпратени в Русия за съхранение по време на Първата световна война. Само част от ценните предмети са върнати обратно, а целия златен резерв е задържан в СССР. 

## Историческа справка
По време на Първата световна война Букурещ е окупиран от централните сили, а румънската администрация се мести на изток в Яш. Заедно с тях са евакуирани и най-ценните предмети, принадлежащи на румънската държава. Опасявайки се от евентуална победа на централните сили, румънското правителство решава да изпрати държавното съкровище в чужбина.
Сред разгледаните възможности са да се изпрати за съхранение в трезорите на Английската банка или дори в Съединените щати. Тези варианти са отхвърлени по логистични съображения, тъй като Германия и нейните съюзници контролират по-голямата част от Централна и Северна Европа и биха засекли и реквизирали ценната пратка.
Решението е взето от румънския министър-председател Йон И. К. Братияну. Въпреки че банкерът Маурисиу Бланк го съветва да изпрати съкровището в Лондон или в неутрална държава, като Дания, Братияну се бои от германските подводници в Северно море и избира друг съюзник на Румъния в Първата световна война – Руската империя, използвайки аргумента, че „Русия би се почувствала обидена, ако го изпратим в Англия“.
В аналогична ситуация по време на Втората световна война ценностите на Националната банка на Румъния не са транспортирани извън Румъния, а скрити в пещера близо до Тисмана, окръг Горж, и оттам са безопасно възстановени след войната.

## Изпращане на съкровището
Румънското правителство подписва споразумение с руското правителство, в което се посочва, че Русия ще запази румънското съкровище в Кремъл до края на войната.
В 3:00 часа през нощта на 14 срещу 15 декември 1916 г. влак с 21 вагона, пълни със златни кюлчета и златни монети (около 120 тона), тръгва от жп гара в Яш на изток. В други четири вагона двеста жандарми охраняват влака. Изчислено спрямо цени от 2020 г., златният товар на този влак е имал стойност 5 милиарда долара.
Седем месеца по-късно, през лятото на 1917 г., когато военната ситуация се влошава за Румъния, в Москва е изпратен втори влак, съдържащ най-ценните предмети на румънската държава, включително архивите на Румънската академия, много антични ценности, като като 3500-годишни златни бижута, намерени в Румъния, древни дакийски артефакти, съкровищата на войводите на Влашко и Молдова, както и бижутата на румънските кралски особи, хиляди картини, както и скъпоценни култови предмети, собственост на румънски манастири, като икони от XIV век и стари румънски ръкописи. Също така са изпратени различни депозити на румънски граждани в националните банки. Стойността на този влак е трудно да се изчисли, особено защото повечето от съдържанието му са предмети на изкуството, но най-вероятно в наши дни дори може да надмине стойността на първия влак.

## Съветска Русия и Съветския съюз
След влизането на румънската армия в Бесарабия в началото на 1918 г., която номинално е част от Русия, новото съветско правителство прекъсва всички дипломатически отношения и конфискува румънското съкровище. Румънското правителство се опитва да си върне съкровището през 1922 г., но с малък успех. През 1935 г. СССР наистина връща част от архивите, а през 1956 г. връща картини и древни предмети като Петроаското съкровище.
Всички правителства на Румъния след Първата световна война, независимо от политическия им цвят, безуспешно се опитват да преговарят за връщане на златото и на културните ценности, но всички съветски и руски правителства отказват. Съветският съюз се опита да използва съкровището в спора за Бесарабия, но споразумение не е постигнато. 

## Съкровището от 1917 г. насам
За Съкровището се знае много малко след Октомврийската революция, но изглежда, че по време на Втората световна война всички ценности, държани от съветската държава, са изнесени от Москва и изпратени към регионите, които „не са застрашени “. Ясно е обаче, че те не са били запечатвани, както се казва в споразумението с румънското правителство, тъй като сандъците на архивите, върнати през 1935 г., очевидно са били претърсени и са изчезнали много предмети и документи.

## Последни преговори
След падането на Съветския съюз позицията на руските правителства по отношение на Румънското съкровище остава същата и подновените преговори се провалят. В румънско-руския договор от 2003 г. не се споменава съкровището; президентите Йон Илиеску и Владимир Путин решават да създадат международна комисия, която да анализира този проблем, но напредък не е постигнат. 